# Kościół św. Jana Chrzciciela w Białej
Kościół św. Jana Chrzciciela w Białej, parafia św. Jana Chrzciciela w Białej.

## Historia
Kościół został wzniesiony we wsi Wola Czyżewska (obecnie Wola Grzymalina), parafia Łękińska w 1584 roku o czym świadczy data wyryta na nadprożu zachodniego portalu z fundacji ówczesnego dziedzica wsi Jana Grzymały Wolskiego. Konsekrowany w 1594 r. przez biskupa Kraszkowskiego, sufragana gnieźnieńskiego pod wezwaniem św. Jan Chrzciciela. Kościół posiadał również boczną kaplicę od północnej strony – ślady nowego drzewa – wybudowaną w 1729 r. przez Krystynę z Małachowskich Siemińską, wdowę po sędzim sieradzkim, pod którą była murowana krypta do chowania zmarłych. Obecnie kaplica ta nie istnieje i brak jakichkolwiek przekazów na temat jej wyglądu i kiedy została rozebrana.

## Architektura
Kościół jest zbudowany z drewna modrzewiowego w stylu wieluńskim.
Konstrukcja ścian korpusu i prezbiterium zrębowa na przyciesiu podmurowana, dawniej wsparta na kamieniach. Belki zrębu łączone są w węgłach na nakładkę przy użyciu dębowych kołków. Do ścian kościoła przylegają od północnej strony zakrystia a od zachodniej i południowej kruchty z desek sosnowych na planie kwadratu. Kościół ma strzeliste gotyckie dwuspadowe dachy z wieżyczką, kryte podwójnym gontem, zakończone na belkach zewnętrznych ozdobami tzn. markizami i ozdobnymi podpórkami.
Stropy kościoła płaskie, okna ościeżnicowe z podziałem szczeblinowym oraz witraże ze szczebliną ołowianą i dwie rozety, drzwi niskie rzeźbione z pięknymi portalami. Nawa kościoła zbudowana jest na rzucie trapezu i oddzielona łukiem tęczowym trapezowym, którego podstawę stanowi belka tęczowa z krucyfiksem z XVI wieku. Na ścianie zachodniej znajduje się chór w formie niewielkiego balkonu o lekko wygiętej czołowej części balustrady, wsparty na dwóch toczonych słupach nawiązujących do uproszczonych kolumienek. Na chór prowadzą jednobiegowe schody.

## Wnętrze i wyposażenie
W prezbiterium znajduje się ołtarz główny o formach późnorenesansowych, drewniany, polichromowany z obrazami – M.B. Szkaplerznej w srebrnej sukience XVIII w. – Św. Stanisław XVII w. – św. Jan Chrzciciel XVI w. i rzeźbionymi postaciami świętych w północno i południowo-wschodniej części nawy. Dwa boczne ołtarze późnobarokowe, drewniane, polichromowane z obrazami: Św. Rocha, Św. Sebastiana, Św. Antoniego, Św. Franciszka, XVI w. oraz rzeźbionymi i malowanymi postaciami świętych. Przy północnej ścianie prezbiterium znajduje się drewniana, rzeźbiona i polichromowana ambona z XVIII w. w typie przyściennym oraz chrzcielnica również drewniana, rzeźbiona i polichromowana z XVI w. Na wszystkich ścianach kościoła widnieją polichromie z XVI w. z bogatą ornamentyką roślinną postaciami i napisami.